# Bernhard von Bülow

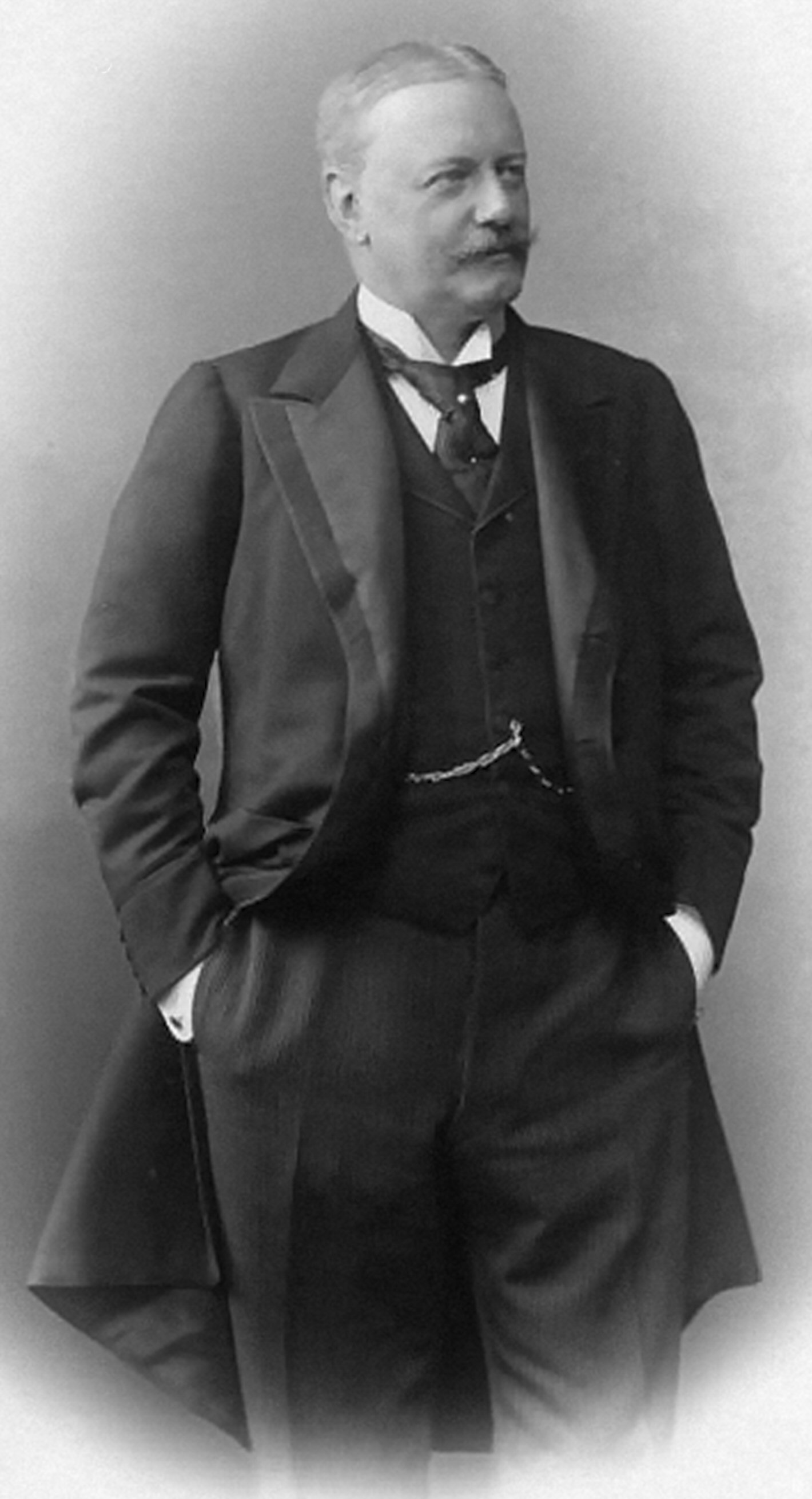
Bernhard Fürst von Bülow (1895)

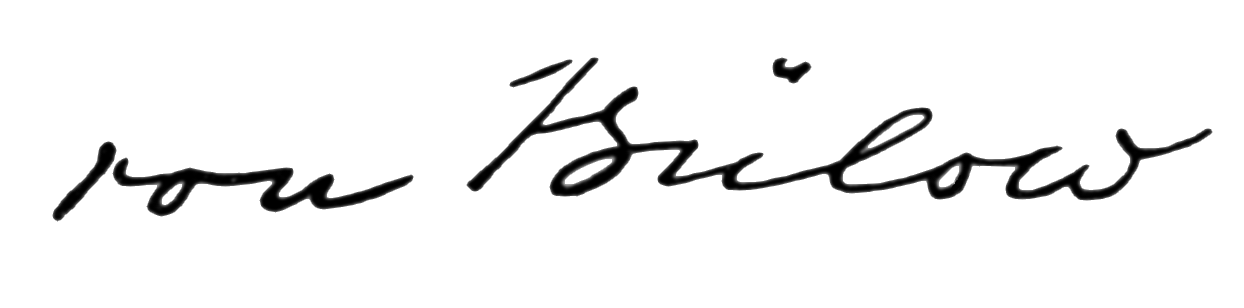

Bernhard Heinrich Karl Martin Fürst von Bülow (Klein Flottbek 3 mei 1849 - Rome 28 oktober 1929) was een Duits edelman, diplomaat en politicus. Van 1900 tot 1909 was hij rijkskanselier van het Duitse Keizerrijk.

## Biografie

### Achtergrond en opleiding
Hij behoorde tot het Mecklenburgse oer-adellijke geslacht Von Bülow dat teruggaat tot de dertiende eeuw. Zijn vader was de Deens en Duitse diplomaat Bernhard Ernst von Bülow (1815-1879), die van 1876 tot 1879 staatssecretaris van Buitenlandse Zaken was geweest. Zijn moeder was Luise Victorine Rücker (1821-1894) die afkomstig was uit een patriciërsgeslacht uit Hamburg.
Von Bülow bezocht het gymnasium in Frankfurt am Main en Neustrelitz en vervolgens het Pädagogium te Halle (1865-1867). Aansluitend studeerde hij rechten aan de universiteiten van Lausanne, Berlijn en Leipzig. Tijdens de Frans-Duitse Oorlog (1870-1871) nam hij vrijwillig dienst bij het Husaren-Regiment „König Wilhelm I.“ Nr. 7. Na de oorlog voltooide hij zijn rechtenstudie aan de Universiteit Greifswald (1872). Daarna trad hij in Pruisische staatsdienst.

### Diplomatieke carrière
Von Bülow trad in 1874 in diplomatieke dienst. Hij werkte als legatieraad en secretaris bij de Duitse gezantschappen in Sint-Petersburg en Wenen. In 1876 werd hij als attaché toegevoegd aan de ambassadestaf in Rome; in 1877 werd hij overgeplaatst naar Athene. Daarna was hij gedurende een jaar werkzaam als secretaris bij het Congres van Berlijn. In 1880 werd hij secretaris van de Duitse ambassade in Parijs; in 1883 ambassaderaad in Sint-Petersburg. Gedurende zijn tweede verblijf in Sint-Petersburg trouwde hij in 1886 met prinses Maria Beccadelli di Bologna (1848-1929). Zij was katholiek, Italiaanse van geboorte en eerder getrouwd geweest met Karl August Graf von Dönhoff, welk huwelijk in 1884 was ontbonden. Uit dit eerdere huwelijk had Maria Beccadelli drie kinderen. Het huwelijk van Bernhard en Maria bleef kinderloos.
In 1888 werd Von Bülow gezant in Boekarest. Hij verkoos Boekarest boven Washington D.C., omdat zijn vrouw dichterbij haar familie wilde blijven. In 1893 verruilde hij Boekarest voor Rome. Mede dankzij zijn vrouw bouwde hij goede contacten op onder leidende Italiaanse politici en aan het hof.

### Staatssecretaris van Buitenlandse Zaken
In 1897 keerde Von Bülow naar Duitsland terug en in oktober 1897 aanvaardde hij de post van staatssecretaris (d.i. minister) van Buitenlandse Zaken in de regering van Chlodwig Fürst zu Hohenlohe-Schillingsfürst. In het eerste jaar van zijn staatssecretariaat onderhandelde hij met de Chinese regering over de pacht door Duitsland van de Kiautschou Baai Concessie. In 1899 sloot hij met vertegenwoordigers van de Britse en Amerikaanse regeringen het zogenaamde Samoa Verdrag waarna de eilandengroep Samoa werd verdeeld onder Duitsland, het Verenigd Koninkrijk en de Verenigde Staten van Amerika.
Tijdens zijn laatste maanden als staatssecretaris vond de Bokseropstand plaats waarbij Chinese opstandelingen zich keerden tegen de westerse inmenging in hun land. Een westerse interventiemacht, waartoe ook Duitsland behoorde, sloeg uiteindelijk de opstand neer.

### Rijkskanselier
Op 17 oktober 1900 werd Von Bülow de opvolger van rijkskanselier Hohenlohe. Gedurende de negen jaar dat hij rijkskanselier was onderhield hij nauwe betrekkingen met keizer Wilhelm II. Von Bülow steunde het imperialistische streven van de keizer evenals diens militarisme.

### Buitenlandpolitiek

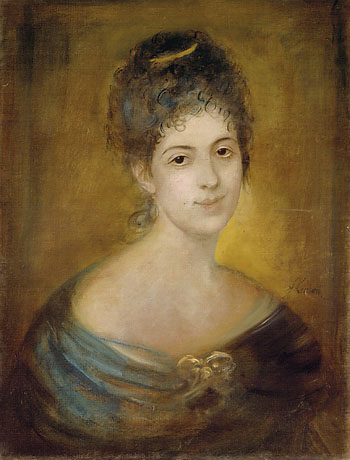
Maria von Bülow, geb. Beccadelli di Bologna (1848-1929)

Tijdens zijn kanselierschap kwamen de betrekkingen met het Verenigd Koninkrijk onder druk te staan: Von Bülow koos partij voor de Boeren in Zuid-Afrika tijdens de Tweede Boerenoorlog en in 1904 zocht hij na het Doggersbank-incident contact met de Russen die in een conflict waren verwikkeld met de Engelsen nadat de eersten per ongeluk tijdens de Russisch-Japanse Oorlog bij de Doggerbank Britse vissersboten onder vuur namen. Hierdoor bereikten de betrekkingen tussen Duitsland en het Verenigd Koninkrijk een dieptepunt.
Ook de betrekkingen met Frankrijk, de aartsvijand van Duitsland, verslechterden tijdens de regering van Von Bülow. In 1905/1906 kwam het tot de Eerste Marokkaanse Crisis. In maart 1905 bezocht keizer Wilhelm de sultan van Marokko in Tanger en erkende hiermee de onafhankelijkheid van het land, iets wat tegen het zere been was van de Fransen die een protectoraat wilden vestigden over Marokko. De keizer - en in zijn kielzog Von Bülow - hoopte dat andere landen de Duitse lijn zouden steunen, maar hij kreeg alleen de steun van Oostenrijk-Hongarije. De steun van Rusland, waarop werd gehoopt, bleef achterwege. Tijdens de Conferentie van Algeciras in 1906 werden de Franse (en Spaanse) aanspraken op Marokko bevestigd.
In 1907 raadde Von Bülow de keizer aan om de uitbouw van de vloot te vertragen om zo een onnodig conflict met de Engelsen uit de weg te gaan. (Duitsland en het Verenigd Koninkrijk waren in een vlootwedloop verwikkeld.) Dit advies werd niet door de keizer overgenomen.
Omdat Duitsland tijden de Bosniëcrisis van 1908 vierkant achter Oostenrijk-Hongarije stond verslechterde de relatie met Rusland verder.

### Binnenlandpolitiek
Von Bülow's binnenlandpolitiek was gericht op samenwerking van de conservatieve partijen, de nationaal-liberalen en de vooruitstrevende liberalen (het zogenaamde "Bülow-Block") tegen de katholieke centrumpartij en de sociaaldemocraten. In 1907 bereikten bovenstaande blokpartijen een meerderheid waar Von Bülow voortaan op steunde.

### Aftreden
Tijdens de zogenaamde Daily Telegraph-affaire (1908), waarbij de keizer in een interview met de Britse Daily Telegraph probeerde een Duits-Britse vriendschapsrelatie te promoten, maar die uiteindelijk averechts uitpakte, bedong de keizer het aftreden van Von Bülow die hij verantwoordelijk achtte voor de publicatie van het interview. Op 14 juni 1909 trad de rijkskanselier af.

### Buitengewoon ambassadeur in Rome
Na het uitbreken van de Eerste Wereldoorlog (1914) bleef Italië aanvankelijk neutraal, terwijl de Duitse regering had verwacht dat Italië, krachtens de Triple Alliantie (1882) de kant van Duitsland en Oostenrijk-Hongarije te kiezen. Vanwege zijn uitstekende contacten in Rome werd Von Bülow als buitengewoon ambassadeur naar Italië gezonden om dit land alsnog te bewegen om de kant van de Centrale mogendheden te kiezen, of om op zijn minst neutraal te blijven. Von Bülow slaagde niet in zijn taak want in mei 1915 mengde Italië zich in het oorlogsgeweld aan de zijde van de Entente mogendheden. Hoogstens kan men zeggen dat het optreden van Von Bülow  Italië's deelname aan de oorlog heeft vertraagd. Von Bülow keerde naar Duitsland terug. In 1917 werd zijn naam genoemd als mogelijke opvolger van rijkskanselier Theobald von Bethmann Hollweg.

## Overlijden

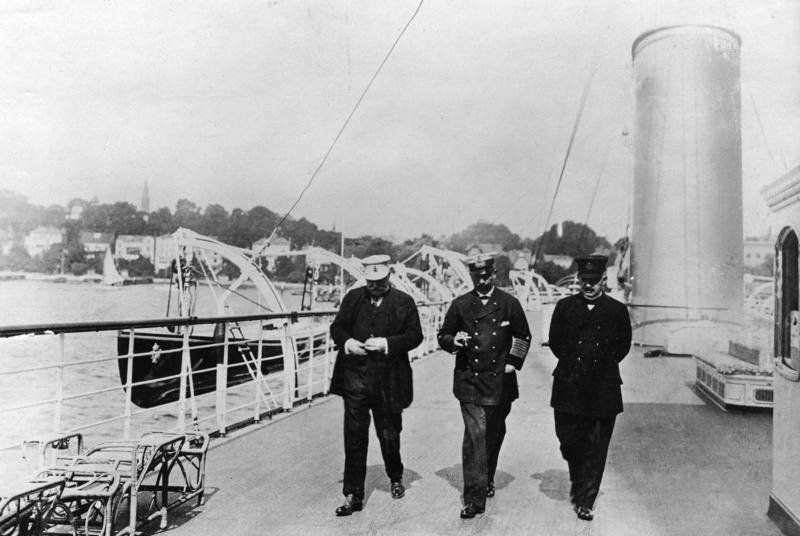
Bernhard von Bülow, keizer Wilhelm II en Rudolf von Valentini aan boord van de keizerlijke jacht Hohenzollern (1908)

Na de oorlog vestigde hij zich in Rome waar hij woonde in de Villa Malta en zijn memoires, Denkwürdigkeiten (4 delen) genaamd, schreef. In zijn memoires ontkende hij enig aandeel te hebben gehad in de oorlog en schoof hij de schuld af op de ex-keizer en zijn opvolger als kanselier, Von Bethmann Hollweg.
Bernhard von Bülow overleed op 28 oktober 1929 in Rome.

## Adellijke titels
- 1899: Graf
- 1905: Fürst

## Onderscheidingen
- Orde van de Zwarte Adelaar (Pruisen)
- Kroonorde (Württemberg) - 1900
- Orde van Sint-Andreas de Eerstgeroepene (Rusland) - 1901
- Orde van het Gulden Vlies (Oostenrijk-Hongarije)

## Werken
- Denkwürdigkeiten, uitgegeven door Franz von Stockhammern. Ullstein, Berlijn 1930/31

- Bibsys: 90711892
- Biblioteca Nacional de Chile: 000092182
- Biblioteca Nacional de España: XX1213674
- Bibliothèque nationale de France: cb12368885j (data)
- Catàleg d'autoritats de noms i títols de Catalunya: 981058522429606706
- Gemeinsame Normdatei: 118517023
- International Standard Name Identifier: 0000 0001 1023 7800
- Library of Congress Control Number: n88163888
- Bibliotheek van het Japanse parlement: 00519708
- Nationale Bibliotheek van Tsjechië: skuk0001898
- Nationale bibliotheek van Australië: 35763318
- Nationale Bibliotheek van Israël: 987007259226305171
- Nationale Bibliotheek van Polen: a0000001913352
- Nationale en Universitaire bibliotheek Zagreb: 000686920
- Nederlandse Thesaurus van Auteursnamen: 070356866
- Réseau des bibliothèques de Suisse occidentale: 02-A017090818
- LIBRIS: 180027
- SNAC: w6pd8b3p
- Système universitaire de documentation: 032711379
- Trove: 1076319
- Virtual International Authority File: 32076100
- WorldCat: E39PBJmXPTWBXXbTvmY3qJyrv3

Otto von Bismarck · Leo von Caprivi · Chlodwig zu Hohenlohe-Schillingsfürst · Bernhard von Bülow · Theobald von Bethmann Hollweg · Georg Michaelis · Georg von Hertling · Max von Baden · Friedrich Ebert · Hugo Haase · Philipp Scheidemann · Gustav Bauer · Hermann Müller · Konstantin Fehrenbach · Joseph Wirth · Wilhelm Cuno · Gustav Stresemann · Wilhelm Marx · Hans Luther · Hermann Müller · Heinrich Brüning · Franz von Papen · Kurt von Schleicher · Adolf Hitler · Joseph Goebbels · Johann Ludwig Schwerin von Krosigk